# Sven Erik Kulldorff
Sven Erik Ingvar Kulldorff, född 21 april 1926 i Malmö, död 19 februari 2006 i Kristianstad, var en svensk direktör och företagsledare, framförallt verksam inom kemi- och livsmedelsindustrin. Han var bror till Gunnar Kulldorff.

## Biografi

### Uppväxt, utbildning och familj
Sven Erik Kulldorff föddes i Malmö 1926 som son till kamrer Erik Kulldorff och Ebba Kulldorff, född Olin. Efter studentexamen i Malmö läste han på Kungliga Tekniska Högskolan i Stockholm där han blev civilingenjör 1951. Han gifte sig 1951 med Britta Harling, dotter till violinisten Nils Harling.

### Bjäre Industrier
Efter fyra år på Astra i Södertälje anställdes Kulldorff 1955 av Bjäre Industrier. Han var först teknisk chef på en fabrik i Helsingborg, varefter han 1958 blev fabrikschef och vice VD för AB Bjäre Industrier i Karpalund, Kristianstad, där han sedan var verkställande direktör från 1962 till 1967. Under Sven Erik Kulldorffs ledning expanderade Bjäre mycket snabbt och kraftfullt. Bland annat introducerades fruktdrycken Mer och läskedrycken Merry. Företaget lanserade dessa produker med innovativa och i pressen uppmärksammade reklamkampanjer, där försäljarna reste runt i en rosa Rolls Royce, och där en kapsyltävling hade en levande elefant som jumbopris.

### Egen företagare
År 1967 startade Kulldorff konsultföretaget AB Företagsledare Rego i Kristianstad och 1972 livsmedelsföretaget Regal Food AB, också i Kristianstad. Därefter grundade han i Dublin Polydata Software Limited, ett IT-företag inom kemiområdet, samt Polyturbine Design Limited, som sysslade med småskalig vattenkraftproduktion.